# 住民投票条例
住民投票条例（じゅうみんとうひょうじょうれい）とは日本の地方自治体が定める住民投票に関する条例のこと。

## 歴史
1978年の東京都中野区の「中野区教育委員候補者選定に関する区民投票条例」、1982年の高知県高岡郡窪川町（現・四万十町）の「窪川町原子力発電所設置についての町民投票に関する条例」など個別政策を指定した上での条例はあったが、1996年に新潟県西蒲原郡巻町が初めて常設型住民投票条例を制定して住民投票を行なって以来、地方自治体の重要な課題について、住民投票に関する条例を制定し、実施された住民投票の結果に基づいて政策決定がなされる事例が増えてきている。
当初は原子力発電所、産業廃棄物処理場、在日米軍基地といったいわゆるNIMBY施設設置の是非を問うものが多かったが、平成の大合併が進められた時期には、合併の是非や枠組みを問うために住民投票を活用する事例が急増し、2001年から2009年2月末までの間におよそ350以上の自治体で市町村合併関連を付議課題とする、条例による住民投票が実施された。
住民投票条例が制定され始めた当初は、特定の問題に対する特別措置として住民投票条例を制定する例が多かったが、近年では地方自治体の重大問題に対して恒常的に住民投票を行えるよう条例を制定する自治体が現れている。また近年制定が多くなっている自治基本条例の中に住民投票の規定を設ける自治体もある。
条例による住民投票では、公職選挙法の準用が規定されている地方自治法上の住民投票や、目的や手順が規定されている日本国憲法上の住民投票とは異なり、投票対象や投票資格者の範囲を自由に制定することが可能である。

## 住民投票に関する議論

### 外国籍投票権付与・地方政治に対する外国人参政権
先述のとおり、現行の公職選挙法は地方自治体が条例等で行う住民投票に対して、投票資格範囲を規定していない。そのため、投票資格の範囲について公職選挙法とは異なる投票資格対象者を自由に定めることができる。投票資格者について外国籍に投票権を与えたり（秋田県岩城町が永住外国人に実施したのが最初）、選挙権が与えられていない年齢の者などに投票権を与える（長野県平谷村では15歳以上に投票権を与えている）もあったり、投票対象に対して複数の選択肢を設けて実施する自治体もある。
そのため、外国人参政権反対派から該当市町へ外国人が多数移住することで議会や長に影響を持つようになることへの批判がある。更に年齢に関しても、18歳選挙権が無かった2016年6月以前に18-19歳の者に住民投票資格与える地方自治体だけでなく、16歳から住民投票資格を与えている地方自治体もある。外国人に住民投票の投票権を認めている自治体では多くが永住者や3年以上の在住などの条件をつけているケースが多い。永住者でなくても住民基本台帳に3カ月以上登録されている
2021年の武蔵野市では議会否決・世論の反対が寄せられたものの、武蔵野市のように注目されずに「非永住外国人（三か月以上滞在している18歳以上の外国人）」に住民投票の投票権を認める条例を制定された地方自治体は神奈川県逗子市や大阪府豊中市の例がある。しかし、憲法は参政権を日本国民固有の権利と明記しており、地方自治体への外国人参政権は、日本国の安全保障やエネルギー政策など(日本国の)国益に関わる問題に影響を及ぼせることから導入すべきではないと指摘されている。

### 外国籍の投票権を認める条例を制定している地方自治体
- 北海道増毛町
- 北海道稚内市[3]
- 北海道北広島市[4]
- 北海道苫小牧市[5]
- 北海道遠軽町[6]
- 北海道美幌町[7]
- 北海道北見市[8]

- 岩手県宮古市[9]
- 岩手県奥州市[10]
- 岩手県滝沢市[11]
- 岩手県西和賀町[12]
- 宮城県柴田町[13]

- 埼玉県美里町[14]
- 埼玉県鳩山町[15]
- 東京都三鷹市[16]
- 東京都小金井市[17]
- 東京都杉並区[18]
- 千葉県我孫子市[19]
- 神奈川県川崎市[20]
- 神奈川県逗子市[21]
- 神奈川県大和市[22]

- 長野県小諸市[23]
- 新潟県上越市[24]
- 静岡県静岡市[25]
- 静岡県掛川市[26]
- 愛知県高浜市[27]
- 三重県名張市[28]
- 石川県宝達志水町[29]
- 福井県越前市[30]

- 滋賀県野洲市[31]
- 滋賀県愛荘町[32]
- 大阪府岸和田市[33]
- 大阪府豊中市[34]
- 大阪府大東市[35]

- 鳥取県北栄町[36]
- 鳥取県日吉津村[37]
- 広島県広島市[38]
- 広島県大竹市[39]
- 山口県山陽小野田市[40]。

#### 選挙への影響
武蔵野市は1975年時点で革新自治体であり、2005年に邑上守正が民主党や日本共産党などの支援で市長選に当選してからと四回市長選挙で保守系候補一万票以上の差をつけるほど、18年間リベラル系投票者が多い地域であった。しかし、2021年の当選1ヶ月後に表明したの松下玲子市長による稚拙な外国人による投票を認める住民投票条例推進が、2023年12月24日武蔵野市長選挙での後継候補敗北に繋がった。投票率も前回の2021年武蔵野市長選挙とほぼ同じ中で、菅直人の国政引退を受けた松下市長の国政転身への批判と共に外国人参政権を含んだ住民投票条例への批判で前回選挙での投票層を大量喪失した。松下後継候補陣営幹部は前回比較での票の大量喪失原因について、「前市政が、外国人参加を認める住民投票条例案を拙速に進めようとするなどしてきたことへの批判が大きかった」と分析した。

### 都道府県と市町村の関係
2000年4月の改正地方自治法施行により都道府県と市町村は対等な立場となった。そのため、都道府県における条例による住民投票の実施は法定受託事務（都道府県の公職選挙事務に実施等では、都道府県の強い関与が認められている）ではなく自治事務であったため、都道府県は市町村に住民投票を強制する権限はない。そのため、市町村が拒否した場合は当該都道府県全域での住民投票実施ができない事態になりうる。都道府県や有権者が県民投票を実施しない市町村に対して訴訟等を提起することも可能だが、仮に勝訴しても直接執行させることはできなかった。 2019年の沖縄県民投票では沖縄県が条例を制定した当初は県民投票実施を拒否を表明する市が現れたことで、県民投票推進派から沖縄県全域での県民投票実施が危ぶまれた。その後、公明党が斡旋案を提出したことで県政野党である自民党や保守系首長が折れて、沖縄県全域での県民投票が実施された。
なお、2000年3月以前の地方自治法では都道府県と市町村は上下関係にあり、1996年の沖縄県民投票では沖縄県の投票事務は機関委任事務により行われていたことで沖縄県から市町村への一定の強制力があったため、市町村は都道府県の条例に基づく住民投票実施を拒否する事態は発生しなかった。

### 投票結果の実現の可否
住民投票条例は、「首長、議会は住民投票の結果を最大限尊重する」などの文言しか記されていない場合が多く、拘束力をともわない条例が多い。これは、国や他の地方公共団体の意思に関わらず実施されるため、首長や議会が投票結果を必ずしも反映できない場合があるほか、法律に明記された首長と議会が持つ権限の優位性を確保するため、住民投票を諮問型（平たく言えばアンケート）に留める必要性があるからである。
また、政治情勢によっては、首長、議会が投票結果と異なる政策決定を下したことが、事態を悪化させるケースも考えられる。その場合は、地方自治法で定められた手順に従い、リコール（解職請求、解散請求）に進むケースもある。

### 最低投票率条項の有無
投票率が低い場合、住民の意思が十分反映されているのか疑問視される場合もある。中には、投票率が一定基準（概ね50%）を超えないと、住民投票が成立しないといった最低投票率条項を設けている条例もある。

## 条例による主な住民投票
新潟県西蒲原郡巻町（現：新潟市・1996年8月）
巻原子力発電所建設の是非を問う。条例制定による日本初の住民投票。反対が約60%を占める。
沖縄県（1996年9月）
日米地位協定の見直し及び米軍基地の整理縮小に対する賛否を問う。賛成が約89%を占める。
岐阜県可児郡御嵩町（1997年6月）
産業廃棄物最終処分場の建設の是非を問う。反対が約80%を占める。
沖縄県名護市（1997年12月）
在日米軍普天間基地返還に伴う代替海上ヘリポート建設の是非を問う。「賛成」「条件付き賛成」「条件付き反対」「反対」の4つから選ぶ形式で、初めて3つ以上の選択肢から選択する形式の住民投票となった。結果「反対」が過半数を占めたが、市長はヘリポート建設受け入れを決め、初めて住民投票の結果が反映されない事態となった。当時の比嘉鉄也市長は、この建設受け入れ発表後に辞任した。
徳島県徳島市（2000年1月）
吉野川可動堰の建設の是非を問う。投票率が50%に満たない場合は開票そのものを行なわない、とする規定が定められた。反対が約90%を占める。
新潟県刈羽郡刈羽村（2001年5月）
原子力発電所のプルサーマル計画導入の是非を問う。反対が約53%を占める。
埼玉県上尾市（2001年7月）
さいたま市との合併の是非を問う。市町村合併に関する初めての住民投票。反対が過半数を占めた。
滋賀県坂田郡米原町（現：米原市・2002年3月）
市町村合併の是非及び枠組みを問う。「坂田郡での合併」が最多となる。全国で初めて永住外国人に投票権を与え、該当者31人のうち、13人が投票に参加した。
秋田県由利郡岩城町（現：由利本荘市・2002年9月）
市町村合併の相手先を問う。「本荘市と合併」が、「秋田市との合併」を上回る。投票対象者は18歳以上の者とし、全国で初めて未成年者に投票権を与えた。
長野県下伊那郡平谷村（2003年5月）
対象市町村を特定せずに、市町村合併の是非を問う。「合併する」が、「合併しない」を上回る。投票対象者は中学生以上とし、全国で初めて中学生に投票権を与えた。現在のところ、合併には到っていない。
宮城県志田郡三本木町（現：大崎市・2004年8月）
古川市、志田郡松山町・鹿島台町、遠田郡田尻町、玉造郡岩出山町・鳴子町との合併の是非を問う。民意を反映するという住民投票条例を町長が反故にし、如何なる結果になろうと合併が進められることを踏まえて投票する事態となった。投票率は開票要件の50%に満たなかった。古川市や鳴子町の住民意向調査結果では合併に反対する者のほうが多かったが、合併は遂行され大崎市となった。
山口県岩国市（2006年3月）
在日米軍再編に伴う厚木基地からの空母艦載機移転受け入れの是非を問う。反対が約90%（有資格者の過半数）を占める。ただし、直後の周辺市町村との合併に伴い、条例そのものが失効。
鳥取県鳥取市（2012年5月）
市庁舎が老朽化の進行によって耐震強度が不足することが判明したため、耐震改修を実施するか、新築移転するかで論議となった。2012年5月に住民投票が実施され、耐震改修案が新築移転案を上回り、市長の竹内功は当初、住民投票結果を尊重するとしていたが、その後2013年になって、市議会で新築移転に方針転換することを表明した。これに対して耐震改修派の住民から「住民投票結果を軽視するものだ」との反発の声が多く上がったが、竹内市長は11月8日に新築移転を正式表明しており、市民団体から「民意の無視だ」としてさらに批判が強まっている。
埼玉県北本市（2013年12月）
新駅（みなみ北本駅）を設置するかを問う。反対が75.9%を占め、建設計画は白紙撤回された。
沖縄県与那国町（2015年2月）
陸上自衛隊与那国駐屯地の開設の是非を問う。中学生および永住外国人にも投票権が与えられた。結果は賛成が過半数を上回り2016年3月に与那国駐屯地が開庁した。与那国島の防衛問題#与那国町での賛否の項目も参照。
埼玉県所沢市（2015年2月）
市内の航空自衛隊基地の騒音の影響下にある小中学校にエアコンを設置するかを問う。賛成（約65%）が過半数を上回ったものの、投票率が基準に満たなかったため施行が担保されない結果となったが、最終的には市内の全校にエアコンが設置された。
茨城県つくば市（2015年8月）
つくば市総合運動公園を建設するかを問う。反対が80.8%を占め、建設計画は白紙撤回された。
兵庫県篠山市（2018年11月）
市名を丹波篠山市にするかを問う。賛成56.5%、反対43.5%となり、改称が決定。
沖縄県（2019年2月）
在日米軍普天間基地の代替基地の建設のための名護市辺野古の沖合を埋め立ての是非を問う。「賛成」「反対」「どちらでもない」の3つから選ぶ形式で、反対が71.74%を占めた。
静岡県浜松市（2019年4月）
市内の行政区の再編の是非を問う。市が提案する3区案の是非と区の再編そのものへの是非を問う形式で、3区案・再編の両方に反対が多数を占めた。
静岡県御前崎市（2019年12月）
産業廃棄物処理施設の建設の是非を問う。反対が9割を占めた。事業者が撤退したことから2021年3月に建設中止が正式に決定。
高知県室戸市（2023年2月）
市庁舎の老朽化に伴い、耐震改修を実施するか、新築移転するかで論議となった。結果は耐震補強（約70%）が過半数を占めたが、投票率は46.43%と住民投票条例に基づく市議会と市長が結果を尊重しなければならない50%を下回った。

## 関連書籍
- 森田朗、村上順『自治総研ブックス　住民投票が拓く自治―諸外国の制度と日本の現状』公人社、2003年。ISBN 9784906430949。